# Xyletobius sharpi
Xyletobius sharpi är en skalbaggsart som beskrevs av Perkins 1910. Xyletobius sharpi ingår i släktet Xyletobius och familjen trägnagare. Inga underarter finns listade i Catalogue of Life.